# Плавица (посёлок)
Пла́вица — посёлок при станции Добринского района Липецкой области. Центр Богородицкого сельсовета (название — по селу Богородицкое).
Плавица возникла во второй половине XVIII века как крепостное селение; упоминается в ревизских сказках 1816 года.
Название — по реке Плавице, на которой находится.
Позже стало селом. В 1869 году через Плавицу прошла железнодорожная линия Грязи — Борисоглебск. Образовавшаяся на ней станция получила название по селу — Плавица. Позже село сменило свой статус на посёлок при станции.
В 1979 г.   было завершено строительство Добринского сахарного завода —одного из крупнейших предприятий в сахарной промышленности России мощностью 6 тыс. тонн свеклы в сутки.

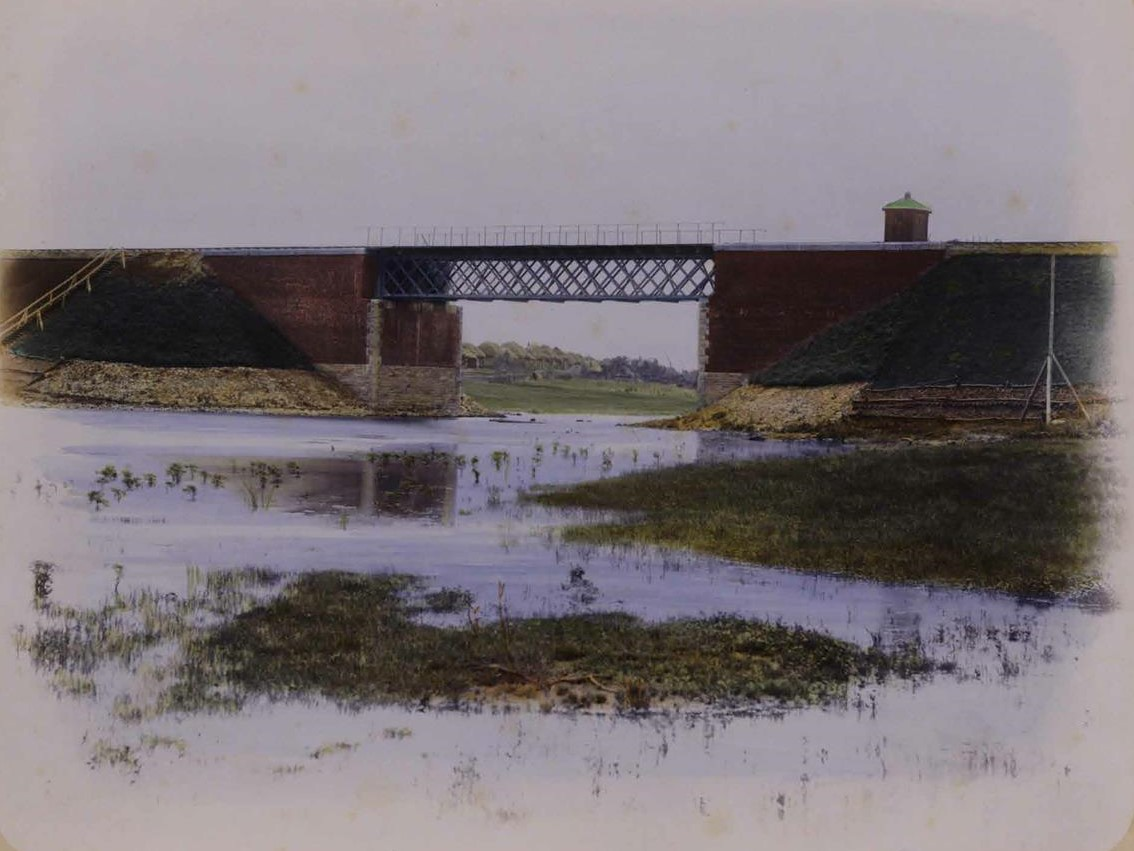
мост через р. Плавицу

## Население
| 2002 | 2010  |
| ---- | ----- |
| 3270 | ↘2883 |

## Объекты культурного значения
- Ансамбль ж\д станции (кон. XIX в.)[4]:

1) строение пристанционное 
2) строение пристанционное
3) строение пристанционное
4) башня водонапорная
5) станция водонасосная
6) школа
- Курган   исторический памятник (региональный)[4]